# Atrocious
Atrocious (Atroz en Hispanoamérica) es una película de terror méxicoespañola de 2010 escrita y dirigida por Fernando Barreda Luna. La película se estrenó en Estados Unidos el 17 de agosto de 2011 y participó en el Festival de Cine de Sitges.
El argumento trata de dos hermanos que deciden pasar la Semana Santa en una casa familiar en las afueras al mismo tiempo que investigan una leyenda urbana sobre una niña que se perdió por un laberinto boscoso.

## Argumento

### Prólogo
Cristian y July Quintanilla (Cristian Valencia y Clara Moraleda) son dos hermanos que tienen su propia serie web sobre investigaciones paranormales, en la que tratan leyendas urbanas. Cuando sus padres les invitan a pasar las vacaciones en su casa de campo, los hermanos empiezan a investigar la historia de Melinda: una niña que al parecer se perdió en 1940 en las profundidades del bosque. Pero la investigación toma un giro peligroso cuando el perro de la familia desaparece y es encontrado muerto y con señales de violencia (supuestamente asesinado por Melinda o su espíritu)
Cinco días después, la policía descubre los cadáveres de la familia e investiga las grabaciones realizadas por Cristian y July.

### Argumento
Al principio de la película, Cristian y July pasan la mayor parte del tiempo en el laberinto boscoso cerca de la casa de verano. Su padre (Xavi Hoz) les revela que una vez su madre (Chus Pereiro) recorrió una vez el laberinto en su juventud y, al mismo tiempo, les prohíbe que salgan de la parcela. Sin embargo, deciden seguir adelante con su plan al que intenta unirse su hermano pequeño, José (Sergi Martín) 
Una vez que llegan al centro del laberinto descubren un pozo en el que supuestamente cayó Melinda, pero cuando este la llama de manera jocosa, July le reprende por su falta de respeto.
A la mañana siguiente desaparece el perro de la familia, el cual Cristian y July se ponen a buscarlo hasta que descubren el collar con un reguero de sangre que les lleva hasta el pozo, una vez ahí hallan el cuerpo del can. Al volver a casa deciden ocultarles la mala noticia tanto a su madre como al hermano pequeño. Esa misma noche, la matriarca entra en la habitación de estos presa del pánico porque José ha desaparecido. En mitad de la noche, deciden buscarlo por el laberinto, en el cual resulta inevitable separarse los unos de los otros. Más tarde, Cristian encuentra a July atada en los pilares de un gazebo y sangrando profundamente. Tras llevarla a casa, escuchan unos ruidos procedentes de fuera y este oculta a su hermana en la despensa de la cocina mientras Cristian permanece frente a la puerta principal, hasta que alguien intenta entrar con un hacha, por lo que decide esconderse en su habitación de arriba.
Por la mañana, Cristian baja y descubre que la despensa está vacía y llena de sangre, por otro lado July ha desaparecido. Cuando baja al sótano, descubre una cinta de vídeo en el que aparece su propia madre en una institución mental en donde es entrevistada por los médicos. En la cinta se descubre que la mujer sufría de depresión postparto tras el nacimiento de sus dos primeros hijos, pero que fue capaz de curarse hasta que dio a luz a su tercero, una hija que fue asesinada. La mujer entonces comenta que pudo ser obra de una mujer llamada Elvira.
Tras visionar la cinta, su madre aparece por sorpresa y le mata.

## Reparto
- Cristian Valencia es Cristian Quintanilla.
- Clara Moraleda es July Quintanilla.
- Xavier Hoz es Santiago Quintanilla (padre).
- Chus Pereiro es Debora (madre).
- Sergi Martín es José Quintanilla (hermano menor).
- José Masegosa es Carlos.

## Recepción
La película obtuvo críticas dispares por parte de la crítica. Rotten Tomatoes valoraron el film con un 56% de nota. Bill Gibron de PopMatters les dio una calificación de 7 de 10 estrellas al tiempo que alabó el trabajo de Fernando Barrena como director y guionista al declarar que sabe mantener el suspense a lo largo del film.